# Venatrix pseudospeciosa
Venatrix pseudospeciosa Framenau & Vink, 2001 è un ragno appartenente alla famiglia Lycosidae.

## Etimologia
Il nome proprio deriva dal greco ψεὺδος, psèudo-, che significa falso, fasullo e dall'aggettivo latino speciosa, che si riferisce alle similitudini di questa specie con V. speciosa, grazie alle quali nelle collezioni di esemplari sono difficili da distinguere.

## Caratteristiche
L'olotipo maschile ha una lunghezza totale di 9,4mm: il cefalotorace è lungo 4,9mm, e largo 3,7mm.
Il paratipo femminile ha una lunghezza totale di 9,0mm: il cefalotorace è lungo 4,8mm, e largo 3,5mm.

## Distribuzione
La specie è stata reperita nell'Australia orientale: in Australia meridionale, nello stato di Victoria e in Tasmania. Di seguito alcuni rinvenimenti:
1. l'olotipo maschile è stato rinvenuto nella riserva naturale Avon-Mount Hendrick, nella Valencia Creek, nello stato di Victoria, nel settembre 1997.
2. tre paratipi femminili, uno maschile e due juvenili nello stesso luogo e data dell'olotipo maschile.
3. un esemplare maschile nell'Aldinga Conservation Park, in Australia meridionale.[1].

## Tassonomia
Appartiene allo speciosa-group insieme a V. speciosa - V. esposica e V. brisbanae.
Al 2021 non sono note sottospecie e dal 2001 non sono stati esaminati nuovi esemplari.